# Premis Oscar de 2009
Els Premis Oscar de 2009 (en anglès: 82th Academy Awards) foren presentats el dia 7 de març de 2010 en una cerimònia realitzada al Kodak Theatre de la ciutat de Los Angeles per premiar les pel·lícules realitzades durant l'any 2009.
La cerimònia fou emesa pel canal ABC i presentada per Alec Baldwin i Steve Martin. Martin ja havia presentat la gala en dues ocasions anteriorment però Baldwin era la primera vegada que ho va realitzar.

## Curiositats
El 2 de febrer de 2010 es van anunciar els nominats amb la novetat que el premi a Millor pel·lícula comptava amb deu nominats en lloc dels cinc que era tradició des de fa molts anys.
Les pel·lícules més nominades de la nit foren Avatar de James Cameron i En terra hostil de Kathryn Bigelow amb nou nominacions ambdues, si bé la gran guanyadora de la nit fou la segona en rebre sis premis, entre ells millor pel·lícula, millor direcció o guió original entre d'altres premis tècnics. De fet, Bigelow es convertí en la quarta dona en aconseguir una nominació a millor direcció i la primera en aconseguir el premi.
La pel·lícula d'animació Up de Pete Docter es convertí en el segon film d'aquest gènere en ser nominada a millor pel·lícula després de Beauty and the Beast de Gary Trousdale i Kirk Wise.
La victòria de Geoffrey Fletcher pel guió adaptat de Precious el convertí en el primer afroamericà en aconseguir un guardó en aquesta categoria.
Per primera vegada els premis honorífics, així com la concessió dels premis Irving Thalberg i Jean Hersholt, es concediren fora de la cerimònia dels premis Oscar, realitzant-se en els anomenats Governors Awards, en aquesta ocasió presentats el 14 de novembre de 2009.

## Premis
A continuació es mostren les pel·lícules que varen guanyar i que estigueren nominades a l'Oscar l'any 2009:
| Millor pel·lícula | Millor director |
| --- | --- |
| - En terra hostil (Kathryn Bigelow, Mark Boal, Nicolas Chartier i Greg Shapiro per Summit Entertainment) - Avatar (James Cameron i Jon Landau per Lightstorm Entertainment i 20th Century Fox) - The Blind Side (Gil Netter, Andrew A. Kosove i Broderick Johnson per Warner Bros.) - District 9 (Peter Jackson i Carolynne Cunningham per TriStar Pictures) - Una educació (Finola Dwyer i Amanda Posey per Sony Pictures Classics) - Un home seriós (Joel Coen i Ethan Coen per Focus Features) - Maleïts malparits (Lawrence Bender per The Weinstein Co. i Universal Pictures) - Precious (Lee Daniels, Sarah Siegel-Magness i Gary Magness per Lions Gate Entertainment) - Up (Jonas Rivera per Walt Disney Company i Pixar) - Up in the Air (Daniel Dubiecki, Ivan Reitman i Jason Reitman per Paramount Pictures) | - Kathryn Bigelow per En terra hostil - James Cameron per Avatar - Lee Daniels per Precious - Jason Reitman per Up in the Air - Quentin Tarantino per Maleïts malparits |
| Millor actor | Millor actriu |
| - Jeff Bridges per Crazy Heart com a Otis "Bad" Blake - George Clooney per Up in the Air com a Ryan Bingham - Colin Firth per A Single Man com a George Falconer - Morgan Freeman per Invictus com a Nelson Mandela - Jeremy Renner per En terra hostil com a sergent William James | - Sandra Bullock per The Blind Side com a Leigh Anne Tuohy - Helen Mirren per L'última estació com a Sophia Tolstaya - Carey Mulligan per Una educació com a Jenny Mellor - Gabourey Sidibe per Precious com a Claireece "Precious" Jones - Meryl Streep per Julie i Julia com a Julia Child |
| Millor actor secundari | Millor actriu secundària |
| - Christoph Waltz per Maleïts malparits com a coronel Hans Landa - Matt Damon per Invictus com a François Pienaar - Woody Harrelson per The Messenger com a capità Tony Stone - Christopher Plummer per L'última estació com a Leo Tolstoi - Stanley Tucci per The Lovely Bones com a George Harvey | - Mo'Nique per Precious com a Mary Lee Johnston - Penélope Cruz per Nine com a Carla Albanese - Vera Farmiga per Up in the Air com a Alex Goran - Maggie Gyllenhaal per Crazy Heart com a Jean Craddock - Anna Kendrick per Up in the Air com a Natalie Keener |
| Millor guió original | Millor guió adaptat |
| - Mark Boal per En terra hostil - Quentin Tarantino per Maleïts malparits - Alessandro Camon i Oren Moverman per The Messenger - Joel Coen i Ethan Coen per Un home seriós - Bob Peterson, Pete Docter i Thomas McCarthy per Up | - Geoffrey Fletcher per Precious (sobre hist. de Sapphire) - Neill Blomkamp, Terri Tatchell per District 9 (sobre hist. de Neill Blomkamp) - Nick Hornby per Una educació (sobre hist. de Lynn Barber) - Jesse Armstrong, Simon Blackwell, Armando Iannucci i Tony Roche per In the Loop (sobre sèrie de TV d'Armando Iannucci) - Jason Reitman i Sheldon Turner per Up in the Air (sobre hist. de Walter Kirn)                       |
| Millor pel·lícula de parla no anglesa | Millor pel·lícula d'animació |
| - El secreto de sus ojos de Juan José Campanella (Argentina) - Ajami de Scandar Copti i Yaron Shani (Israel) - Das weiße Band de Michael Haneke (Àustria) - La teta asustada de Claudia Llosa (Perú) - Un profeta de Jacques Audiard (França) | - Up de Pete Docter - Coraline de Henry Selick - Fantastic Mr. Fox de Wes Anderson - The Princess and the Frog de John Musker i Ron Clements - The Secret of Kells de Tomm Moore |
| Millor banda sonora | Millor cancó original |
| - Michael Giacchino per Up - James Horner per Avatar - Alexandre Desplat per Fantastic Mr. Fox - Marco Beltrami i Buck Sanders per En terra hostil - Hans Zimmer per Sherlock Holmes | - Ryan Bingham i T-Bone Burnett (música i lletra) per Crazy Heart ("The Weary Kind (Theme from Crazy Heart)") - Reinhardt Wagner (música) i Frank Thomas (lletra) per Faubourg 36 ("Loin de Paname") - Maury Yeston (música i lletra) per Nine ("Take it All") - Randy Newman (música i lletra) per The Princess and the Frog ("Almost There") - Randy Newman (música i lletra) per The Princess and the Frog ("Down in New Orleans") |
| Millor fotografia | Millor maquillatge |
| - Mauro Fiore per Avatar - Christian Berger per Das weiße Band - Barry Ackroyd per En terra hostil - Bruno Delbonnel per Harry Potter i el misteri del Príncep - Robert Richardson per Maleïts malparits | - Barney Burman, Mindy Hall i Joel Harlow per Star Trek - Aldo Signoretti i Vittorio Sodano per Il divo - John Henry Gordon i Jenny Shircore per La reina Victòria |
| Millor direcció artística | Millor vestuari |
| - Rick Carter i Robert Stromberg; Kim Sinclair per Avatar - David Warren i Anastasia Masaro; Caroline Smith per The Imaginarium of Doctor Parnassus - John Myhre; Gordon Sim per Nine - Sarah Greenwood; Katie Spencer per Sherlock Holmes - Patrice Vermette; Maggie Gray per La reina Victòria | - Sandy Powell per La reina Victòria - Janet Patterson per Bright Star - Catherine Leterrier per Coco, de la rebel·lia a la llegenda de Chanel - Monique Prudhomme per The Imaginarium of Doctor Parnassus - Colleen Atwood per Nine |
| Millor muntatge | Millor so |
| - Bob Murawski i Chris Innis per En terra hostil - Stephen E. Rivkin, John Refoua i James Cameron per Avatar - Julian Clarke per District 9 - Sally Menke per Maleïts malparits - Joe Klotz per Precious | - Paul N.J. Ottosson i Ray Beckett per En terra hostil - Christopher Boyes, Gary Summers, Andy Nelson i Tony Johnson per Avatar - Michael Minkler, Tony Lamberti i Mark Ulano per Maleïts malparits - Anna Behlmer, Andy Nelson i Peter J. Devlin per Star Trek - Greg P. Russell, Gary Summers i Geoffrey Patterson per Transformers: Revenge of the Fallen                                                                          |
| Millors efectes visuals | Millor efectes sonors |
| - Joe Letteri, Stephen Rosenbaum, Richard Baneham i Andrew R. Jones per Avatar - Dan Kaufman, Peter Muyzers, Robert Habros i Matt Aitken per District 9 - Roger Guyett, Russell Earl, Paul Kavanagh i Burt Dalton per Star Trek | - Paul N.J. Ottosson per En terra hostil - Christopher Boyes i Gwendolyn Yates Whittle per Avatar - Wylie Stateman per Maleïts malparits - Mark Stoeckinger i Alan Rankin per Star Trek - Michael Silvers i Tom Myers per Up |
| Millor documental | Millor documental curt |
| - The Cove de Louie Psihoyos i Fisher Stevens - Burma VJ d'Anders Østergaard i Lise Lense-Møller - Food, Inc. de Robert Kenner i Elise Pearlstein - The Most Dangerous Man in America: Daniel Ellsberg and the Pentagon Papers de Judith Ehrlich i Rick Goldsmith - Which Way Home de Rebecca Cammisa | - Music by Prudence de Roger Ross Williams i Elinor Burkett - China's Unnatural Disaster: The Tears of Sichuan Province de Jon Alpert i Matthew O'Neill - The Last Campaign of Governor Booth Gardner de Daniel Junge i Henry Ansbacher - The Last Truck: Closing of a GM Plant de Steven Bognar i Julia Reichert - Rabbit à la Berlin de Bartosz Konopka i Anna Wydra                                                                |
| Millor curtmetratge | Millor curt d'animació |
| - The New Tenants de Joachim Back i Tivi Magnusson - The Door de Juanita Wilson i James Flynn - Instead of Abracadabra de Patrik Eklund i Mathias Fjellström - Kavi de Gregg Helvey - Miracle Fish de Luke Doolan i Drew Bailey | - Logorama de Nicolas Schmerkin - French Roast de Fabrice O. Joubert - Granny O'Grimm's Sleeping Beauty de Nicky Phelan i Darragh O'Connell - La dama y la Muerte de Javier Recio Gracia - A Matter of Loaf and Death de Nick Park |

## Oscar honorífic

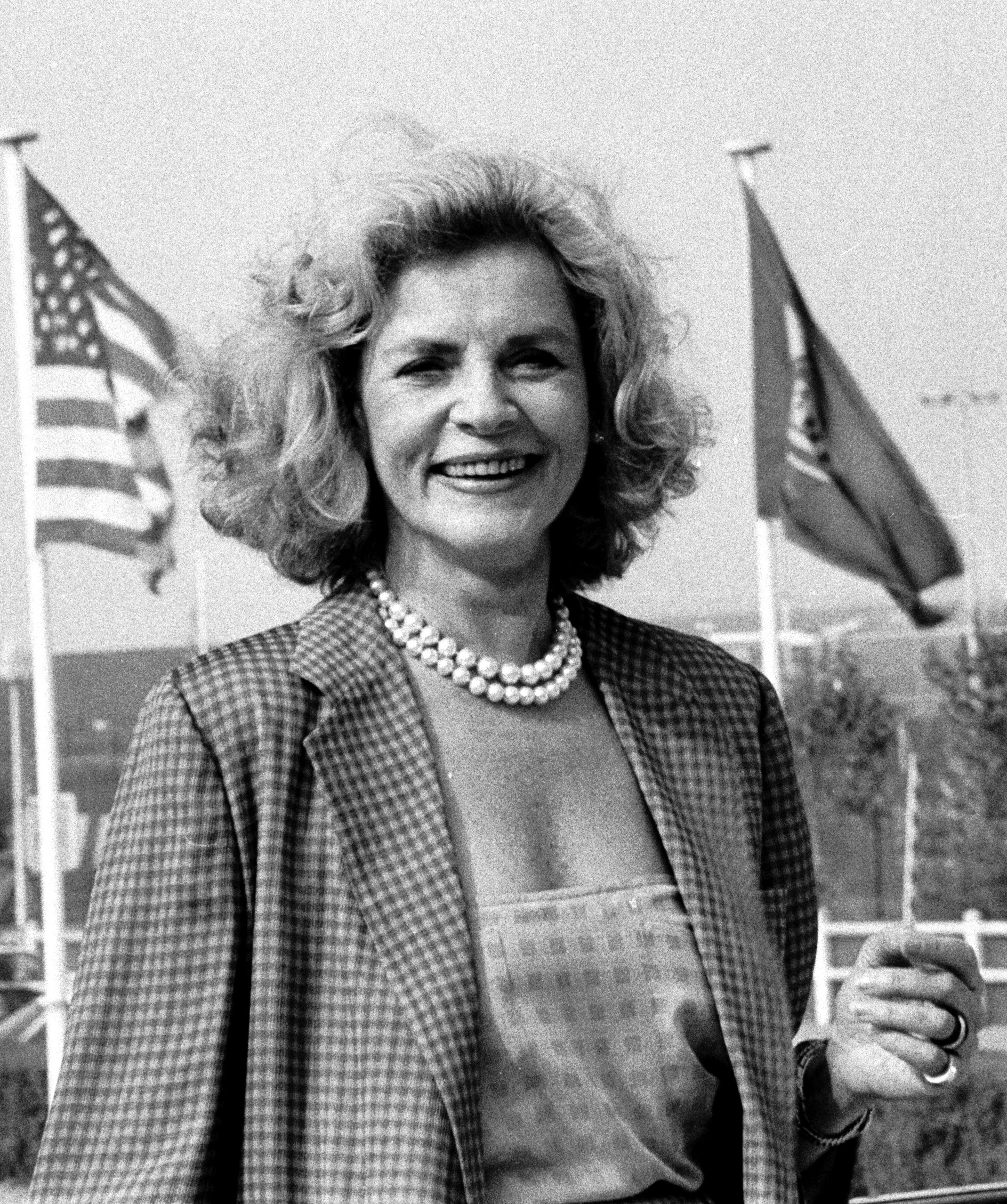
Lauren Bacall el 1989.

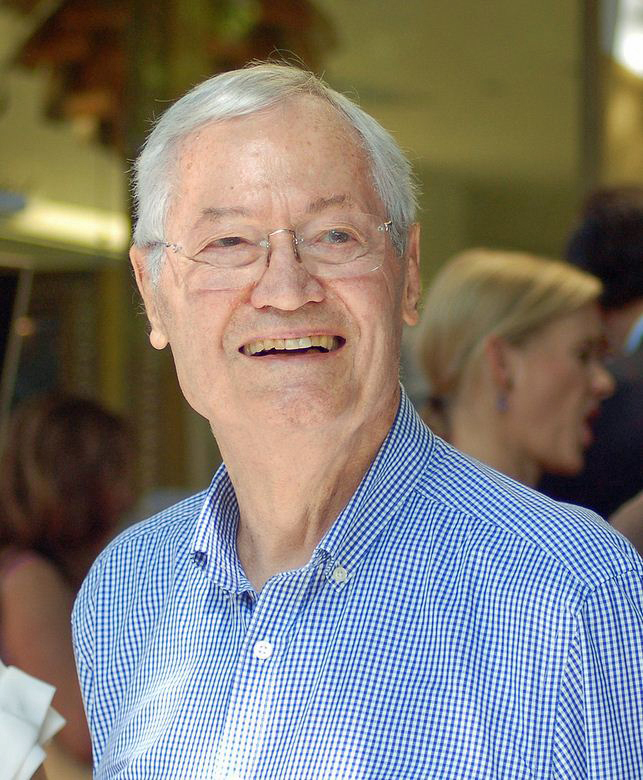
Roger Corman el 2012.

- Lauren Bacall — en reconeixement del seu lloc central en l'era daurada de les pel·lícules. [estatueta]
- Roger Corman — per la seva genialitat engendrant pel·lícules i realitzadors. [estatueta]
- Gordon Willis — pel domini inigualable de la llum, l'ombra, el color i el moviment. [estatueta]

## Premi Irving G. Thalberg
- John Calley

## Presentadors
| Nom |                                                                                      |
| --- | ------------------------------------------------------------------------------------ |
| {Gina Tuttle                                                                                            | Presentadora dels premis                                                             |
| Penélope Cruz                                                                                           | Millor actor secundari                                                               |
| Ryan Reynolds                                                                                           | Presentació del segment The Blind Side, nominada a millor pel·lícula                 |
| Steve Carell Cameron Diaz                                                                               | Millor pel·lícula d'animació                                                         |
| Miley Cyrus Amanda Seyfried                                                                             | Millor cançó original                                                                |
| Chris Pine                                                                                              | Presentació del segment District 9, nominada a millor pel·lícula                     |
| Robert Downey Jr. Tina Fey                                                                              | Millor guió original                                                                 |
| Matthew Broderick Jon Cryer Macaulay Culkin Anthony Michael Hall Judd Nelson Molly Ringwald Ally Sheedy | Tribut a John Hughes                                                                 |
| Samuel L. Jackson                                                                                       | Presentació del segment Up, nominada a millor pel·lícula                             |
| Carey Mulligan Zoe Saldaña                                                                              | Millor curtmetratge d'animació, curtmetratge documental i curtmetratge d'acció real  |
| Ben Stiller                                                                                             | Millor maquillatge                                                                   |
| Jeff Bridges                                                                                            | Presentació del segment Un home seriós, nominada a millor pel·lícula                 |
| Jake Gyllenhaal Rachel McAdams                                                                          | Millor guió adaptat                                                                  |
| Queen Latifah                                                                                           | Presentació del segment dels Oscars Honorífics i del Premi Irving G. Thalberg        |
| Robin Williams                                                                                          | Millor actriu secundària                                                             |
| Colin Firth                                                                                             | Presentació del segment Una educació, nominada a millor pel·lícula                   |
| Sigourney Weaver                                                                                        | Millor direcció artística                                                            |
| Tom Ford Sarah Jessica Parker                                                                           | Millor vestuari                                                                      |
| Charlize Theron                                                                                         | Presentació del segment Precious, nominada a millor pel·lícula                       |
| Taylor Lautner Kristen Stewart                                                                          | Presentació d'un muntatge en tribut al cinema de terror                              |
| Zac Efron Anna Kendrick                                                                                 | Millor esfectes sonors i millor so                                                   |
| Elizabeth Banks                                                                                         | Premis Tècnics i Científics i Premi Gordon E. Sawyer                                 |
| John Travolta                                                                                           | Presentació del segment Maleïts malparits, nominada a millor pel·lícula              |
| Sandra Bullock                                                                                          | Millor fotografia                                                                    |
| Demi Moore                                                                                              | Presentació del tribut "In Memoriam"                                                 |
| Jennifer Lopez Sam Worthington                                                                          | Introducció a un número especial de les bandes sonores nominades Millor banda sonora |
| Bradley Cooper Gerard Butler                                                                            | Millors efectes visuals                                                              |
| Jason Bateman                                                                                           | Presentació del segment Up in the Air, nominada a millor pel·lícula                  |
| Matt Damon                                                                                              | Millor documental                                                                    |
| Tyler Perry                                                                                             | Millor muntatge                                                                      |
| Keanu Reeves                                                                                            | Presentació del segment En terra hostil, nominada a millor pel·lícula                |
| Pedro Almodóvar Quentin Tarantino                                                                       | Millor pel·lícula de parla no anglesa                                                |
| Kathy Bates                                                                                             | Presentació del segment Avatar, nominada a millor pel·lícula                         |
| Vera Farmiga Colin Farrell Julianne Moore Michelle Pfeiffer Tim Robbins Kate Winslet                    | Millor actor                                                                         |
| Sean Penn Peter Sarsgaard Michael Sheen Stanley Tucci Forest Whitaker Oprah Winfrey                     | Millor actriu                                                                        |
| Barbra Streisand                                                                                        | Millor direcció                                                                      |
| Tom Hanks                                                                                               | Millor pel·lícula                                                                    |

### Actuacions
| Nom                             | Paper                        | Peça                                                |
| ------------------------------- | ---------------------------- | --------------------------------------------------- |
| Marc Shaiman Harold Wheeler     | Arranjador musical Conductor | Orquestra                                           |
| Neil Patrick Harris             | Intèrpret                    | Número inicial                                      |
| James Taylor                    | Intèrpret                    | "In My Life" durant el tribut "In Memoriam"         |
| Legion of Extraordinary Dancers | Intèrprets                   | Coreografia amb les nominades a millor banda sonora |

## Múltiples nominacions i premis
| Pel·lícula                                    | Candidatures | Premis |
| --------------------------------------------- | ------------ | ------ |
| En terra hostil                               | 9            | 6      |
| Avatar                                        | 9            | 3      |
| Precious: Based on the Novel Push by Sapphire | 6            | 2      |
| Up                                            | 5            | 2      |
| Crazy Heart                                   | 3            | 2      |
| Maleïts malparits                             | 8            | 1      |
| Star Trek                                     | 4            | 1      |
| La reina Victòria                             | 3            | 1      |
| The Blind Side                                | 2            | 1      |
| El secreto de sus ojos                        | 1            | 1      |
| Up in the Air                                 | 6            | 0      |
| District 9                                    | 4            | 0      |
| Nine                                          | 4            | 0      |
| The Princess and the Frog                     | 3            | 0      |
| Una educació                                  | 3            | 0      |
| The Imaginarium of Doctor Parnassus           | 2            | 0      |
| A Serious Man                                 | 2            | 0      |
| Fantastic Mr. Fox                             | 2            | 0      |
| The Messenger                                 | 2            | 0      |
| Invictus                                      | 2            | 0      |
| Sherlock Holmes                               | 2            | 0      |
| L'última estació                              | 2            | 0      |
| The White Ribbon                              | 2            | 0      |